# Трёдласкаги
Трёдласкаги (исл. Tröllaskagi; досл.: «полуостров троллей») — полуостров в Исландии.
Полуостров Трёдласкаги находится в северной части Исландии. На севере он омывается Гренландским морем, на востоке от него Эйя-фьорд, на западе — Скага-фьорд. На юго-востоке от Трёдласкаги расположен крупнейший город Северной Исландии Акюрейри.
Полуостров покрыт горами, высота которых превышает 1000 метров. Наивысшей точкой Трёдласкаги является потухший вулкан Кедлинг (высотой 1538 метров), второй по высоте — гора Сулюр (1213 метров). Типичным ландшафтом полуострова являются потухшие вулканы и спускающиеся в узкие долины глетчеры, сохранившиеся здесь со времён последнего оледенения.
Крупные поселения находятся только на побережье Трёдласкаги. Это города Дальвик, Хофсоус, Сиглюфьордюр, Оулафсфьордюр. Через полуостров проходит исландская Окружная дорога, пересекая его в направлении «восток-запад».